# Nutzungsausfall
Als „Nutzungsausfall“ wird eine Situation bezeichnet, in der ein Gegenstand aufgrund eines – in der Regel schädigenden – Ereignisses vorübergehend nicht zur Verfügung steht. Als Nutzungsausfallsentschädigung wird die Entschädigungsleistung bezeichnet, die als Schadensersatz für den Umstand geleistet wird, dass der Gebrauch des Gegenstandes während des Nutzungsausfalls nicht möglich ist, sofern dieser Gebrauch einen geldwerten Vermögensbestandteil dargestellt hätte. Voraussetzung dafür ist das Bestehen von Nutzungswille und Nutzungsmöglichkeit. Der Hauptanwendungsfall ist derjenige, in dem ein Kraftfahrzeug aufgrund Beschädigungen durch einen Verkehrsunfall nicht zur Verfügung steht.
Die entgangene Nutzung stellt nicht nur bei Kraftfahrzeugen, sondern auch bei anderen Sachen unter bestimmten engen Voraussetzungen einen Vermögensschaden dar, der im deutschen Schadensersatzrecht ersatzfähig ist (§§ 249 BGB). Das ist nach der deutschen Rechtsprechung dann der Fall, wenn die Nutzung der in Frage stehenden Sache kommerzialisiert ist, also für Geld zu erwerben ist. Ferner muss es sich bei der in Frage stehenden Sache um ein Wirtschaftsgut von allgemeiner und zentraler Bedeutung für die Lebenshaltung handeln, auf dessen ständige Verfügbarkeit man typischerweise angewiesen ist, so z. B. bei Kraftfahrzeugen und selbst bewohnten Häusern. Hiervon sind diejenigen Güter abzugrenzen, die lediglich „Luxusbedürfnisse“ befriedigen.
In der Praxis geht es meistens darum, dass der Eigentümer oder Besitzer eines Kraftfahrzeugs dieses wegen eines Unfalls (oder einer sonstigen unerlaubten Handlung) zeitweise nicht mehr nutzen kann. Diese Entschädigung wird i. d. R. für die Reparatur- oder Wiederbeschaffungsdauer des geschädigten Fahrzeugs gezahlt. Voraussetzung für die Zahlung einer Nutzungsausfallentschädigung ist stets, dass tatsächlich ein Nutzungsausfall eingetreten ist. Das ist beispielsweise dann nicht der Fall, wenn der Besitzer des Kraftfahrzeugs den Schaden nicht reparieren lässt, sondern auf der Grundlage fiktiver Abrechnung geltend macht.
Die Geltendmachung von Nutzungsausfall für die dem Unfalltag folgenden Tage bei einem unfallbedingt nicht mehr fahrbereiten Fahrzeug steht die Geltendmachung von Taxi- oder Bahnkosten am Unfalltag nicht entgegen.
Die Höhe des Schadensersatzes richtet sich nach einer Tabelle, in der alle gängigen Fahrzeuge erfasst sind (sog. Sanden/Danner-Tabelle). Sie wird je nach Fahrzeugtyp in Gruppen von A (derzeit 23 €) bis L (derzeit 175 €) eingeteilt. Diese Entschädigung beinhaltet die sog. Vorhaltekosten (quasi die „Grundkosten“ des Fahrzeugs, wie Steuer, Versicherung, Betriebskosten, Abschreibung u. ä.) und den Nutzungswert des Fahrzeugs. Für gewerblich oder nur in der Freizeit genutzte Fahrzeuge (z. B. Motorräder und Wohnmobile) werden i. d. R. nur die Vorhaltekosten gezahlt. Außerdem ist nach der geltenden Rechtsprechung bei älteren Fahrzeugen i. d. R. ein Abschlag auf die Werte aus der Tabelle vorzunehmen. Bei regelmäßig genutzten Fahrrädern ist eine am Mietpreis eines vergleichbaren Fahrrads für den Ausfallzeitraum orientierte Entschädigung fällig.